# Ontex (bedrijf)
Ontex is Europa's grootste conglomeraat van babyluiers, maandverbanden en incontinentieluiers. De hoofdzetel is gelegen in het Belgische Erembodegem.

## Activiteiten
Ontex ontwerpt en ontwikkelt babyverzorgingsproducten, producten voor dameshygiëne en verzorgingsproducten voor volwassenen. De babyverzorgingsproducten en verzorgingsproducten voor volwassenen hadden allebei een omzetaandeel van 43% in 2024. De producten worden als eigen merken verkocht of in samenwerking met toonaangevende retailers die hun eigen labels op de markt willen brengen. De tien grootste klanten vertegenwoordigen 37,9% van de omzet in 2024.
De producten van Ontex worden in meer dan 100 landen verkocht. West-Europa is wel de belangrijkste afzetmarkt, met het Verenigd Koninkrijk Italië, Frankrijk en Polen als de vier grootste afzetmarkten. Er zijn 13 productievestigingen in Europa, Australië en in Noord-Amerika.

### Belangrijkste merken
- Babyverzorging: Canbebe, Helen Harper Baby, Moltex,  Biobaby, Bbtips, Kiddies, Chicolastic, Baby Pants.
- Vrouwelijke hygiëne:  Helen Harper, Fiore.
- Incontinentieproducten: Id, Canped, Serenity, Lille Healthcare, Euron, Affective, Liberty.

## Geschiedenis
Ontex werd opgericht in 1979 te Buggenhout door de ingenieurs Frans Obus en Paul van Malderen. In 2003 kondigde algemeen directeur Wilfried Van Assche de verhuizing van het bedrijf naar Zele aan. De fabrieken in de vestigingsplaatsen Buggenhout en Eeklo bleven behouden. In 2006 werd Michael Teacher - voormalig topman van het Britse voedingsbedrijf Hillsdown - CEO met als opdracht het bedrijf te saneren. Het was toen eigendom van het investeringsfonds Candover en behaalde een jaaromzet van zo'n € 925 miljoen.
In 2010 zou het bedrijf een beursgang maken, die werd uitgesteld vanwege het slechte beursklimaat. Later werd het bedrijf verkocht voor 1,2 miljard aan de private-equitygroepen Goldman Sachs Capital Partners en Texas Pacific Group. In 2012 werd Teacher opgevolgd door Charles Bouaziz, die onder andere actief was bij PepsiCo en de Franse distributiegroep Monoprix.
Eveneens in 2012 kondigde het bedrijf de opstart van drie nieuwe productielijnen aan, die zich zouden richten op de Verenigde Staten, Rusland en volksrepubliek China. Hiervoor werd € 604.035 aan opleidingssteun ontvangen van de Vlaamse regering. Ontex heeft in 15 landen verkooppunten en in 10 landen productiesites. België telt drie vestigingen van het bedrijf.
De groep Ontex realiseerde verschillende overnames: Lille Healtcare (2011), Serenity (2013) en Grupo Mabe (2016). Het Mexicaanse Grupo Mabe werd ingelijfd voor € 314 miljoen. Eind 2016 nam het ook de luierdivisie van het Braziliaanse Hypermarcas over voor € 286 miljoen. Dit laatste was geen succesvolle overname, eind 2017 vielen hier een financiële tegenvaller van € 15 miljoen te melden. In 2014 werd de vennootschap genoteerd op de beurs Euronext.
Sinds 1 juni 2014 is de hoofdzetel verhuisd naar Erembodegem-Aalst.
Tussen maart 2016 en maart 2020 maakte Ontex deel uit van de BEL20 aandelenindex.
In mei 2020 na aansleep van de coronapandemie kondigde het bedrijf aan dat ze ook chirurgische mondmaskers gingen maken.
Op 30 juli 2020 werd CEO Bouaziz door de voltallige raad van bestuur de laan uitgestuurd na de aanhoudend ondermaatse resultaten en de historisch lage beurskoers. Voormalig Chief Operational Officer Thierry Navarre nam deze functie tijdelijk waar. Van 1 januari 2021 tot 14 november 2023 was Esther Berrozpe Galindo CEO van Ontex. Zij werd opgevolgd door Gustavo Calvo Paz. 
In 2022 leed het bedrijf een record verlies. In reactie hierop heeft het bestuur besloten de activiteiten in minder ontwikkelde landen te staken of te gaan verkopen. Na afronding van dit programma zal de omzet met een derde zijn afgenomen. De fabriek in Puebla in Mexico werd in mei 2022 verkocht. Hier werkten ongeveer 1000 arbeiders en 350 bedienden. Ontex ontving direct € 225 miljoen en verder is er een uitgestelde betaling van ongeveer € 40 miljoen die binnen vijf jaar aan Ontex moet worden betaald. Het geld is door Ontex gebruikt om schulden af te lossen. In 2023 behaalde Ontex een totale omzet van € 2342 miljoen, dit bedrag is inclusief de omzet van € 547 miljoen uit de beëindigde actviteiten in de minder ontwikkelde landen. 
In juni 2024 kondigde Ontex aan de fabriek in Eeklo volledig te willen sluiten, en de site in Buggenhout om te vormen naar "expertisecentrum voor onderzoek, ontwikkeling en productie van producten voor medium en zware incontinentiezorg", samen een verlies van 489 banen in België.

## Aandeelhouders
De grootste aandeelhouder van Ontex is Groupe Bruxelles Lambert (GBL), met 20% van de aandelen en stemrechten in handen.
Medio 2018 deed de Franse private equitygroep PAI Partners een overnamebod van 27,50 euro per aandeel of € 2,3 miljard in totaal. Ontex had eerder een lager bod van PAI afgewezen. PAI heeft het bod niet doorgezet.
Op 2 januari 2020, toen de pers al over een nieuwe grote aandeelhouder had bericht, maakte het bedrijf zelf bekend dat ENA Investment Capital LLP 12,53% van de stemrechten bezit. In juli 2019 had dit Londens fonds nog maar 3,18% in handen en per eind april 2020 was het belang al opgelopen tot 15,07%. De investeringsgroep stuurde eind februari 2020 de raad van bestuur een brief waarin ze aandringt op 'onmiddellijke actie' met de bedoeling aandeelhouderswaarde te creëren. Dit leidde tot het ontslag van Luc Missorten als voorzitter van de raad van bestuur; Hans Van Bylen werd aangeduid als vervanger. Op 7 augustus trok ENA opnieuw aan de alarmbel in een open brief en werd aangegeven dat het ontslag van CEO Bouaziz een week eerder niet volstond. ENA vindt dat Ontex zijn 'mislukte' strategie en zijn transformatieplan Transform to Growth (T2G) moet herbekijken.
In mei 2022 werd bekend at Ontex verkennende besprekingen voert met de investeringsmaatschappij American Industrial Partners (AIP). Onderwerp is een mogelijke fusie met luierproducent Attindas. AIP is de eigenaar van Attindas. Op 1 maart 2023 werd het overleg beëindigd zonder tot overeenstemming te komen.

## Onderscheidingen
- In 2016 won Ontex de Factory of the Future Award als sterk technologisch ondersteund, toekomstgericht bedrijf.[23]